# 23時のNHK
23時のNHK（にじゅうさんじのエヌエイチケイ）は、2002年度から2005年度までの4年間、NHK総合テレビジョンの月曜日から金曜日の夜11時（23時）台の深夜番組枠に付けたキャッチフレーズである。
2002年度に連続ドラマを開始するにあたり、その宣伝のキャッチコピーである。PR用なので、番組本編では使用していない。

## 概要
長年、総合テレビの23時台（以下全て日本時間）は、ニュースや情報番組の枠として定着していたが、2000年3月27日に22時台（22:00 - 22:55）に『NHKニュース10』を開始。これにより、22時台で放送されていたドラマ、バラエティーやドキュメンタリーの番組を21時台（21:15 - 21:59）と23時台（23:00 - 23:45）に移動させた。
特に23時台は10代の若年や20 - 30代の女性（F1層、F2層）がよく視聴する傾向にあることから、それらの年代をメインのターゲットにした番組を多数編成し、23時台を「深夜のゴールデンタイム」という位置づけをなした。
2000年度からの最初の2年間は、23時から45分間の番組を日替わりで5本揃え、音楽番組・トーク番組・ドキュメンタリー・ドラマ（NHKでは余り取り上げなかった若者向けや海外ドラマ）など、日替わりで多種多様な番組を制作・放映した。
その後2002年から「ドラマDモード」を発展解消し、NHKの夜間の帯ドラマとしては1998年3月終了の「ドラマ新銀河」以来4年ぶりの復活となる「夜の連続ドラマ（よるドラ）」がスタート。それに伴い、番組編成を全面改訂。これを機に“23時のNHK”というキャッチフレーズが付けられ、最初の23:15までをよるドラとし、その後の後半30分を日替わりのバラエティー・エンターテインメント枠に改めた（金曜は45分の番組を継続）。
なお、衆議院議員、参議院議員、都道府県知事の各選挙期間中は、地域によって政見放送のため休止または時差編成となる場合がある。
2006年度から21時台にワイドニュース枠『ニュースウオッチ9』を復活させるなどのプライムタイムの番組編成の抜本的な改革を図るべく23時台の番組編成の見直しが行われたため、よるドラの放送も2006年3月で終了する事となる。ただし、2006年1月にも改編を行っており、新作は2005年一杯で制作を終了、2006年1月から3月は再放送だった。この改編から土曜ドラマがスタートした）。この後、日替わり番組は23時台前半（当初は23:00 - 23:30→2010年以後22:55からのフライングスタートとなる）に集中することになった。これを機に「23時のNHK」のキャッチコピーを使用していない。
2022年4月から、この「23時のNHK」のコンセプトを生かして、『夜ドラ』（月-木曜22:45-23:00）と23時台前半日替わり番組を組み合わせた新たな生放送ゾーンとして「若年層ターゲット枠」を新設させることになっている。

## 番組編成
| 年度 | 23:00                                                  | 23:15                                | 23:45      | 23:50      | 23:55      |
| ---- | ------------------------------------------------------ | ------------------------------------ | ---------- | ---------- | ---------- |
| 2002 | 夜の連続ドラマ （月曜から木曜まで） 金曜は日替わり番組 | 日替わり番組 金曜は23:00から引き続き | プレマップ | あすを読む | あすを読む |
| 2003 | 夜の連続ドラマ （月曜から木曜まで） 金曜は日替わり番組 | 日替わり番組 金曜は23:00から引き続き | プレマップ | あすを読む | あすを読む |
| 2004 | 夜の連続ドラマ （月曜から木曜まで） 金曜は日替わり番組 | 日替わり番組 金曜は23:00から引き続き | あすを読む | あすを読む | プレマップ |
| 2005 | 夜の連続ドラマ （月曜から木曜まで） 金曜は日替わり番組 | 日替わり番組 金曜は23:00から引き続き | あすを読む | あすを読む | プレマップ |

## 日替わり番組
| 23:15 - 23:45（金曜のみ23:00 - 23:45） | 23:15 - 23:45（金曜のみ23:00 - 23:45） | 23:15 - 23:45（金曜のみ23:00 - 23:45） | 23:15 - 23:45（金曜のみ23:00 - 23:45） | 23:15 - 23:45（金曜のみ23:00 - 23:45） | 23:15 - 23:45（金曜のみ23:00 - 23:45） | 23:15 - 23:45（金曜のみ23:00 - 23:45） |
|                                        |                                        | 月曜日                                 | 火曜日                                 | 水曜日                                 | 木曜日                                 | 金曜日                                 |
| -------------------------------------- | -------------------------------------- | -------------------------------------- | -------------------------------------- | -------------------------------------- | -------------------------------------- | -------------------------------------- |
| 2002年度                               | 2002年度                               | 親の顔が見てみたい?                    | 味わいパスポート                       | わたしはあきらめない                   | ミュージックカクテル                   | 海外ドラマシリーズ                     |
| 2003年度                               | 2003年度                               | 英語でしゃべらナイト                   | ものしり一夜づけ                       | わたしはあきらめない                   | 夢・音楽館                             | にんげんドキュメント                   |
| 2004年度                               | 2004年度                               | 英語でしゃべらナイト                   | ものしり一夜づけ                       | 今夜は恋人気分 〜とっておき夫婦物語〜  | 夢・音楽館                             | にんげんドキュメント                   |
| 2005年度                               | 2005年度                               | 英語でしゃべらナイト                   | 発見ふるさとの宝                       | 課外授業 ようこそ先輩                  | 音楽・夢くらぶ                         | にんげんドキュメント                   |